# Альбертини, Лучано
Лучано Альбертини (итал. Luciano Albertini; 30 ноября 1882, Луго (Италия) — 6 января 1945, там же) — итальянский актёр, режиссёр, продюсер,.

## Биография

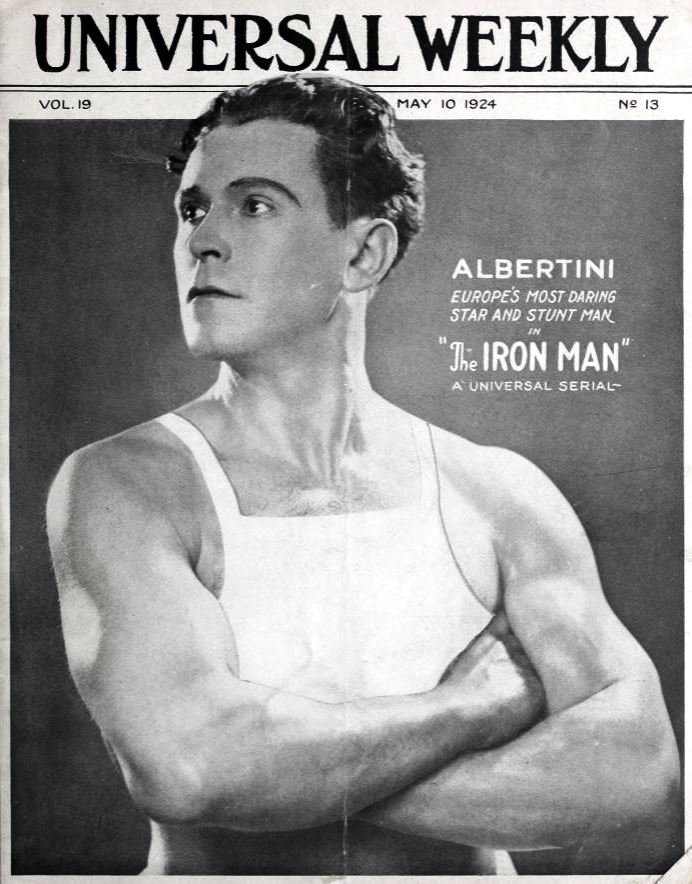
Лучано Альбертини в фильме «Железный человек» («The Iron Man») (1924)

Работал учителем физкультуры в Турине, затем служил моряком в Королевских ВМС Италии, с 1905 г. в качестве артиста силача-акробата выступал в цирке Circus Busch в Берлине, создал собственную труппу, прославившуюся на всю Европу (сочинил знаменитый номер на летающей трапеции с участием восьми человек). Дебютировал в немом кино в 1913 году.
Участник Первой мировой войны, возобновил свою кинематографическую деятельность в 1918 году.
Был актёром, продюсером и режиссёром, сначала в Италии, позже в Германии. В 1920 году основал немецко-итальянскую компанию Albertini-Film GmbH.
Пользовался большой популярностью, как в капиталистических США (где играл героев сериала), так и в коммунистическом СССР (снялся в «Арсенале» Александра Довженко (1929)). После появления звукового кино, в 1932 году снялся в последнем фильме в Германии и исчез с экранов.
За свою карьеру в кино снялся в 41 фильме.
Страдал от сильного алкоголизма, в результате чего на время был помещён в психиатрическую больницу. После выхода из лечебницы, из-за многолетнего пьянства начал страдать слабоумием и снова был помещён в психиатрическую больницу. Умер в 1945 году в психбольнице.

## Избранная фильмография
- Spartaco (1913)
- Assunta Spina (1915)
- La spirale della morte (1917)
- Sansone contro i Filistei (1918)
- I quattro moschettieri (1919)
- Il protetto della morte (1919)
- Il re dell’abisso (1919)
- Sansone e la ladra di atleti (1919)
- Sansone muto (1919)
- I figli di Sansonia (1920)
- Sansone burlone (1920)
- Sansonette amazzone dell’aria (1920)
- Il mostro di Frankenstein (1920)
- Sansonette danzatrice della prateria (1920)
- Sansone e i rettili umani (1920)
- Sansonette e i quattro arlecchini (1920)
- Sansone l’acrobata del Kolossali (1920)
- Il ponte dei sospiri (1921)
- Il ritorno d’Ulisse (Die Heimkehr des Odysseus) (1922)
- Mister Radio (1924)
- La maschera dall’occhio di vetro (Rinaldo Rinaldini) (1927)
- Il globo infuocato (Der Unüberwindliche) (1928)
- Арсенал (1929)
- Tempo! Tempo! (1929)